# Władysław Blin

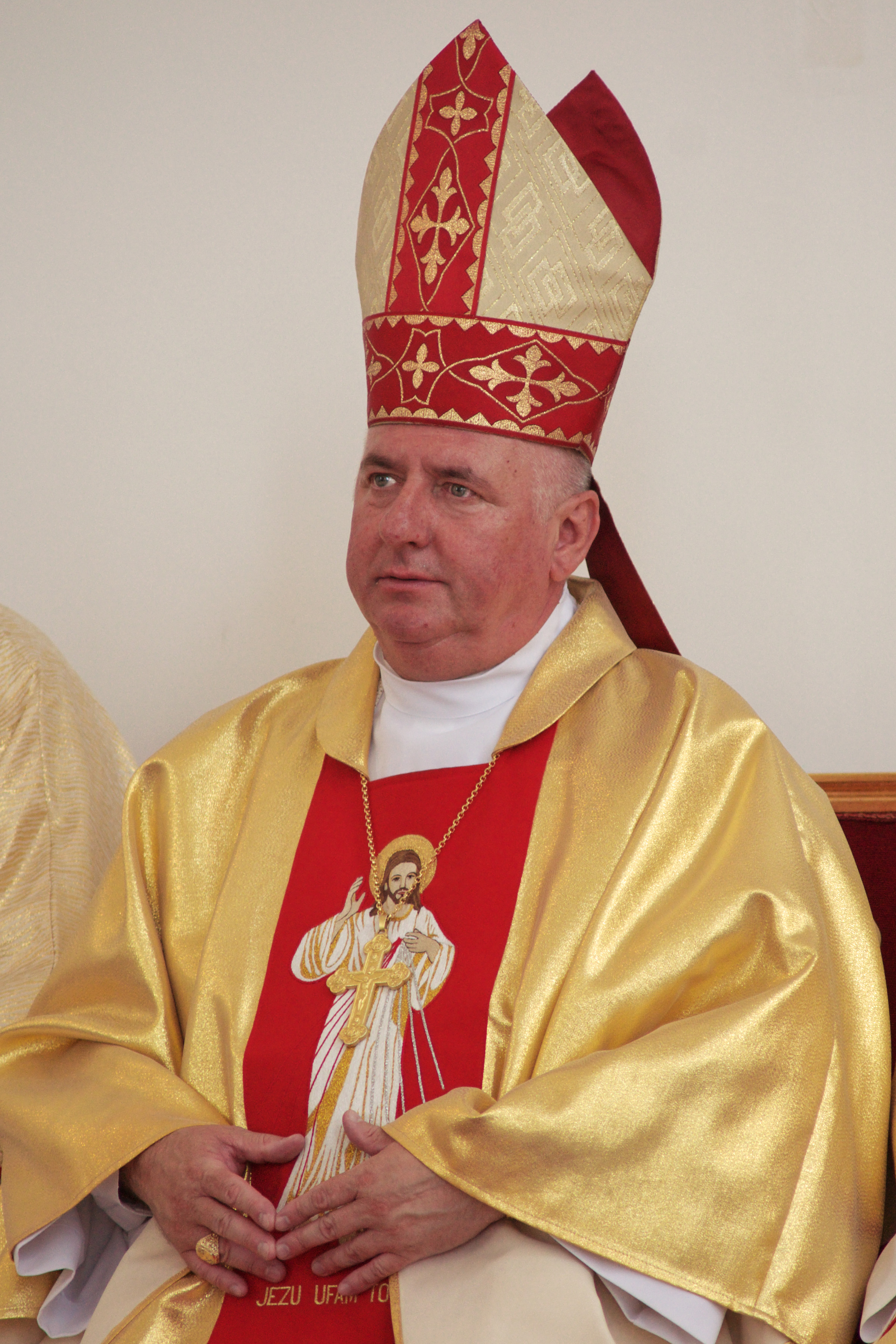
Władysław Blin (2010)

Władysław Blin (belarussisch Уладзіслаў Блін, russisch Владислав Блин; * 31. Mai 1954 in Świdwin) ist Altbischof von Wizebsk.

## Leben
Der Bischof von Włocławek, Jan Zaręba, weihte ihn am 25. Mai 1980 zum Priester.
Papst Johannes Paul II. ernannte ihn am 13. Oktober 1999 zum Bischof von Wizebsk. Der Erzbischof von Minsk-Mahiljou, Kazimierz Kardinal Świątek, spendete ihm am 20. November desselben Jahres die Bischofsweihe; Mitkonsekratoren waren Dominik Hrušovský, Apostolischer Nuntius in Belarus, und Aleksander Kaszkiewicz, Bischof von Hrodna.
Als Wahlspruch wählte er Soli Deo. Am 23. Februar 2013 nahm Papst Benedikt XVI. seinen gesundheitsbedingten Rücktritt an.